# Pierre d'Alcantara Charles
Pierre d'Alcantara Charles Marie, Príncep d'Arenberg, duc d'Arenberg (París, 2 d'octubre de 1790 - Brussel·les, 27 de setembre de 1877).
Pierre d'Alcantara Charles, va néixer el 2 d'octubre de 1790. Va ser un noble al servei de França. Es va distingir durant les campanyes franceses a Espanya i va seguir l'Emperador Napoleó a la Campanya russa, com a oficial. Va ser nomenat Par de França el 25 de novembre de 1827, i va ser naturalitzat com a ciutadà francès per ordre del rei Carles X de França el 28 de febrer de 1828.
Va estar casat dues vegades. El primer matrimoni va tenir lloc a París el 27 de gener de 1829, amb Alix Marie Charlotte de Talleyrand,(4 de novembre de 1808 - 21 de setembre de 1842), amb qui va tenir quatre fills. El segon matrimoni va ser el 19 de juny, de 1860, amb Caroline Léopoldine Jeanne, princesa de KaunilzRietberg Questenberg.